# Зайцев, Гавриил Фёдорович
Гавриил Фёдорович Зайцев (7 апреля 1905, Белорецкий завод, Оренбургская губерния — 8 июня 1975, Москва) — генерал-лейтенант Военно-морского флота СССР (1951), участник Великой Отечественной войны.

## Биография
Гавриил Фёдорович Зайцев родился 7 апреля 1905 года в городе Белорецке (ныне — Республика Башкортостан). В 1927 году он был призван на службу в Военно-морской флот СССР. Служил краснофлотцем, младшим командиром, начальником клуба. С 1932 года служил на партийно-политических должностях, был ответственным секретарём партийной комиссии политотдела Ленинградской военно-морской базы, военным комиссаром подводной лодки. В 1938 году окончил военно-морской факультет Военно-политической академии имени В. И. Ленина. В 1938—1939 годах Зайцев служил начальником отдела кадров Главного политического управления Военно-морского флота СССР.
Начало Великой Отечественной войны Зайцев встретил в должности члена Военного совета Каспийской военной флотилии. С началом активных боевых действий он был направлен на должность заместителя по политической части военного коменданта береговой обороны Балтийского района. В 1942 году Зайцев был переведён на Дальний Восток и занял пост заместителя начальника политуправления Тихоокеанского флота. 12 декабря того же года ему было присвоено воинское звание генерал-майора береговой службы.
После окончания войны Зайцев продолжил службу на партийно-политических должностях в Военно-морском флоте СССР. В ноябре 1951 года ему было присвоено воинское звание генерал-лейтенанта. В 1955 году окончил военно-морской факультет Военной академии Генерального штаба. В 1956 году Зайцев вышел в отставку. Последняя его должность — заместитель по политической части начальника Главного штаба Военно-морского флота СССР. Умер 8 июня 1975 года, похоронен на Введенском кладбище (29 уч.).
Был награждён двумя орденами Ленина, тремя орденами Красного Знамени, орденом Красной Звезды, рядом медалей и наградным именным оружием.